# Тутейші

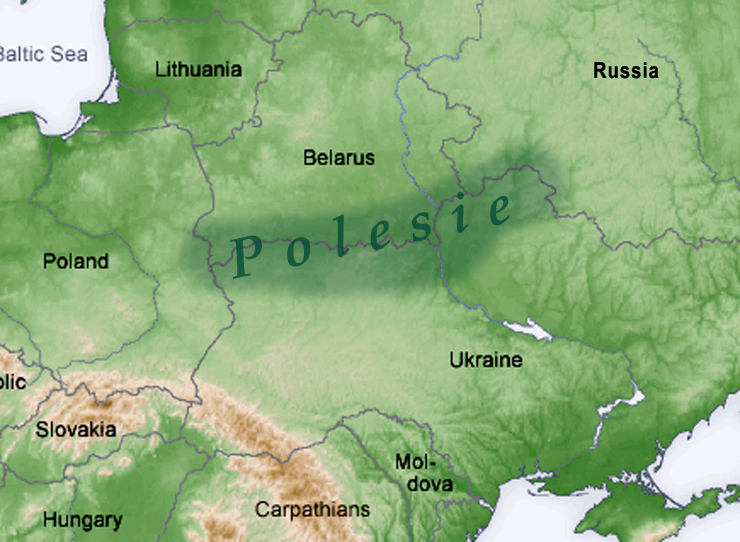
Мапа Полісся

«Тутейші» (з пол. tutejsi — укр. місцеві, тутешні, біл. тутэйшыя, tutejšyja; лит. tuteišiai; латис. tuteiši) — термін, який використовувала в 1919—1939 роках влада Польщі на позначення українців та білорусів Полісся. Кінцевою метою польської влади було виведення з вжитку питомої національної самоназви й підготовка мешканців регіону до полонізації. Зараз на Підляшші цей термін іноді застосовується щодо мешканців білоруського походження.

## На Поліссі
Вперше назва «тутейші» у даному регіоні з'явилася в результаті загальних переписів 1921 (в питанні про національність) і 1931 років (в питанні про мову спілкування). До тих пір спроби визначення або самовизначення національної приналежності мешканців цих територій (поліщуків) не проводилися. До того дослідники вивчали їх тільки з мовного боку: польські та російські вчені відзначали існування значної кількості місцевих говірок, які ділили на українські, білоруські та перехідні. Під час вищезазначених переписів поліщуки в переважній більшості визначали себе тутешніми, а свою мову тутешньою. За даними перепису Польщі 1931 року на 1,131 млн мешканців Поліського воєводства припадало 707 тис. або 64 % «тутешньомовних»; ще 6,6 % респондентів назвали рідною мовою білоруську, а 4,8 % — виділена владою квота для українців.
Разом з тим не варто цей термін ототожнювати з автохтонами, адже такими були вищенаведені українці або білоруси. Сам термін, як зауважує Генрік Маєцький, був вигідний владі II Речі Посполитої, оскільки описував соціальну групу з несформованою національною самосвідомістю, яку було б легко піддати спольщенню. Так, на мапі 1905 року відомий білоруський етнограф свого часу Юхим Карський відніс ареал розселення майбутніх тутейшів за польськими міжвоєнними переписами — Берестейщину та Пінщину — до української етнічної території. Пізніше такі самі погляди щодо ідентифікації місцевих мешканців висловив знаний український етногеограф Степан Рудницький.
Російський вчений українського походження Володимир Кабузан у своїй монографії 2006 року «Українці у світі: динаміка чисельності та розселення. 20-і роки XVIII століття — 1989 рік: формування етнічних та політичних кордонів українського етносу» теж називає населення Берестеської області на час приєднання до СРСР винятково українською етнічною територією. Так само, у всеросійському переписі 1897 року більшість мешканців Брестського, Кобринського, Більського повіту були віднесені до українців, а за більш ранніми ревізіями населення — 1858 року та попередніми — і жителі переважної частини Пружанського повіту.

## На Підляшші
У перші 15 років існування ПНР проблема етнічної різноманітності громадян не порушувалася. Тільки в 60-х роках XX століття почалося вивчення національного складу на Підляшші. На питання, ким ви себе вважаєте — поляком чи білорусом, — опитані відповідали: «Я тутешній». Питання формулювалося нестрого, оскільки вважалося, що тут переважно мешкають поляки і білоруси, однак відповіді фіксували наявність третьої групи. Згодом цей термін (і рівнозначний йому православний) стали застосовувати щодо себе мешканці східного Підляшшя православної віри, що походять від русинів, так само, як і сучасні українці.
Пізніше цю групу стали також називати підляшуками. Як і поліщуки, вони мали руське походження зі слаборозвиненим національним самовизначенням, походили з Волині, яка унаслідок історичних потрясінь опинилася відокремленою від українського культурного середовища і потрапила під сильний білоруський вплив. З такої точки зору сучасні підляшуки дуже відрізняються від польських білорусів, ще одних сповідників православної віри, які займають простір на північ від річок Нарви і Наревка, а також на схід від Книшинської пущі.
Підляшуки розмовляють діалектами, які внаслідок запозичень і полонізації зблизилися між собою настільки, що представники обох груп без проблем можуть порозумітися. Приналежність особи можна прослідкувати по закінченню прізвищ (-ук для українських, -іч або без закінчень для білоруських), однак це не завжди точно. Суттєвіші відмінності наявні в народній культурі — костюмах, архітектурі, піснях, де, втім, домінує білоруський вплив.
Серед частини українських науковців поширеною є думка, що на Підляшші термін «тутейші» виник тільки в 1939-1941 роках, коли ці території включили до складу Білоруської РСР, а українське (малоруське) населення потрапило під білорусизацію. Згідно з такими поглядами, на Підляшші повинно проживати близько 100 тис. українців, які на даний момент називають себе православними (тобто тутейшими). Ці оцінки розходяться з відомостями загального перепису 2002 року, за результатами якого в Польщі українцями назвалися трохи більше 30 тис. осіб, з яких майже 40 % проживають у Вармінсько-Мазурському воєводстві.
В опублікованих офіційних результатах перепису відсутня графа тутейші. На підставі цього Об'єднання українців Польщі звинувачує переписувачів в тому, що у багатьох випадках вони людей з невизначеною самоідентифікацією зараховували до польської національності або записували відповіді олівцем, щоб пізніше їх можна було змінити.

## Критика терміну
Використання даної назви для самовизначення обумовлене не лише відсутністю почуття національної ідентичності, характерної для прикордонних територій, але також захисними заходами та результатом реалій Польщі, найбільш однорідної держави в Європі. У зв'язку з цим термін «тутейші» критично оцінюється представниками української та білоруської громад. Висловлюються думки, що концепція тутешніх була зумисне винайдена польською адміністрацією під час перепису 1921 року, аби зменшити кількість українців та білорусів.